# Province argentine per indice di sviluppo umano
     > 0,880
     0,880 – 0,860
     0,860 – 0,840
     0,840 – 0,820
     < 0,820

Mappa dell'Argentina secondo HDI 2016.
Legenda:
> 0,880
0,880 – 0,860
0,860 – 0,840
0,840 – 0,820
< 0,820

Questa è una lista delle province argentine per indice di sviluppo umano.
| Posizione                   | Regione                          | HDI (2018)                  | Comparabile a               |
| Very high human development | Very high human development      | Very high human development | Very high human development |
| --------------------------- | -------------------------------- | --------------------------- | --------------------------- |
| 1                           | Buenos Aires                     | 0,867                       | Lituania                    |
| 2                           | Provincia di Santa Fe            | 0,840                       | Bahrein                     |
| 5                           | Provincia di La Pampa            | 0,838                       | Bahrein                     |
| 5                           | Provincia di Mendoza             | 0,838                       | Bahrein                     |
| 5                           | Provincia di San Luis            | 0,838                       | Bahrein                     |
| 10                          | Provincia del Chubut             | 0,837                       | Croazia                     |
| 10                          | Provincia di Neuquén             | 0,837                       | Croazia                     |
| 10                          | Provincia di Río Negro           | 0,837                       | Croazia                     |
| 10                          | Provincia di Santa Cruz          | 0,837                       | Croazia                     |
| 10                          | Provincia di Tierra del Fuego    | 0,837                       | Croazia                     |
| 11                          | Provincia di Córdoba             | 0,834                       | Oman                        |
| 14                          | Provincia di Catamarca           | 0,831                       | Oman                        |
| 14                          | Provincia di La Rioja            | 0,831                       | Oman                        |
| 14                          | Provincia di San Juan            | 0,831                       | Oman                        |
| –                           | Argentina                        | 0,830                       | Oman                        |
| 16                          | Provincia di Jujuy               | 0,822                       | Russia                      |
| 16                          | Provincia di Salta               | 0,822                       | Russia                      |
| 17                          | Provincia di Buenos Aires        | 0,820                       | Russia                      |
| 19                          | Provincia di Santiago del Estero | 0,816                       | Bulgaria                    |
| 19                          | Provincia di Tucumán             | 0,816                       | Bulgaria                    |
| 22                          | Provincia di Corrientes          | 0,812                       | Barbados                    |
| 22                          | Provincia di Entre Ríos          | 0,812                       | Barbados                    |
| 22                          | Provincia di Misiones            | 0,812                       | Barbados                    |
| 24                          | Provincia del Chaco              | 0,806                       | Turchia                     |
| 24                          | Provincia di Formosa             | 0,806                       | Turchia                     |

## 2021
Lista dell'ISU delle regioni argentine al 2021.
| Posizione                   | Regione                                                                                      | HDI (2021)                  | Comparabile a               |
| Very high human development | Very high human development                                                                  | Very high human development | Very high human development |
| --------------------------- | -------------------------------------------------------------------------------------------- | --------------------------- | --------------------------- |
| 1                           | Nord-Ovest Argentino (NOA) (Catamarca, Jujuy, La Rioja, Salta, Santiago del Estero, Tucumán) | 0,845                       | Ungheria                    |
| 2                           | Grande Buenos Aires                                                                          | 0,844                       | Ungheria                    |
| 3                           | Patagonia (Neuquén, Chubut, Río Negro, Santa Cruz, Terra del Fuoco)                          | 0,843                       | Ungheria                    |
| –                           | Argentina                                                                                    | 0,842                       | Ungheria, Turchia           |
| 5                           | Cuyo (Mendoza, San Luis, San Juan)                                                           | 0,841                       | Turchia                     |
| 5                           | Pampa (La Pampa, Santa Fe, Córdoba)                                                          | 0,841                       | Turchia                     |
| 6                           | Nord-Est Argentino (NEA) (Chaco, Corrientes, Formosa, Misiones)                              | 0,829                       | Brunei                      |